# Eragrostis latifolia
Eragrostis latifolia är en gräsart som beskrevs av Thomas Arthur Cope. Eragrostis latifolia ingår i släktet kärleksgrässläktet, och familjen gräs.
Artens utbredningsområde är Zimbabwe. Inga underarter finns listade i Catalogue of Life.